# Main Point Karlín
Main Point Karlín je kancelářská budova na Rohanském ostrově v Praze 8 – Karlíně. Nachází se naproti přes ulici budovám Danube House a Nile House, které jsou součástí projektu River City Praha. Navrhla ji česká architektonická kancelář DaM architekti, výstavba probíhala mezi lety 2009 až 2011. Uvnitř pracuje přibližně 1 200 zaměstnanců Kooperativy a České podnikatelské pojišťovny. Tuto budovu vlastní a pronajímá česká společnost VIG ND, a.s. se sídlem v Praze. 

## Popis
Jedná se o třináctipodlažní budovu, 10 podlaží má nad zemí, 3 pod zemí. Má pronajímatelnou plochu 22 000 m² a celkovou užitnou plochu 36 000 m². Při navrhování byl kladen důraz na úspornost budovy a vliv na životní prostředí. Nejvýraznější architektonický prvek je samotný organický tvar budovy. Celá fasáda pravidelně střídá oranžovo-šedo-bílé fasádní pilíře, fungující i jako slunolamy, a francouzská okna. Budova je chlazena za pomoci říční vody, která protéká kanálem ve 2. suterénu.  Pod objektem se nachází parkování s kapacitou cca 350 míst. Na střeše se nachází menší zahrada.

## Ocenění
Zdroj
- 1. místo  ARTN Best of Realty 2011, kategorie Nová administrativní centra
- 1. místo nejlepší stavba kanceláří roku 2011, CIJ Awards Czech Republic
- nejlepší kancelářská budova světa 2012, MIPIM Awards
- nejvyšší ocenění 5*, International Property Awards
- nejvyšší ocenění LEED Platinum označující šetrnost budovy, získaný v roce 2012[3]

## Autoři
Autorem této stavby je studio DaM architekti. Konkrétně se na této stavbě podíleli architekti Jiří Hejda, Jiří Chlumský, Lenka Kadrmasová, Jindřich Ševčík ve spolupráci s Richardem Doležalem, Petrem Malinským a Robinem Müllerem.

## Galerie
Součástí budovy je Galerie Kooperativa, bezplatně přístupná veřejnosti, která vystavuje výtvarná díla ze sbírek pojišťovny Kooperativa. Pravidelně se zde obměňují výstavy výtvarných děl českých umělců od baroka po současnost.

## Fotogalerie

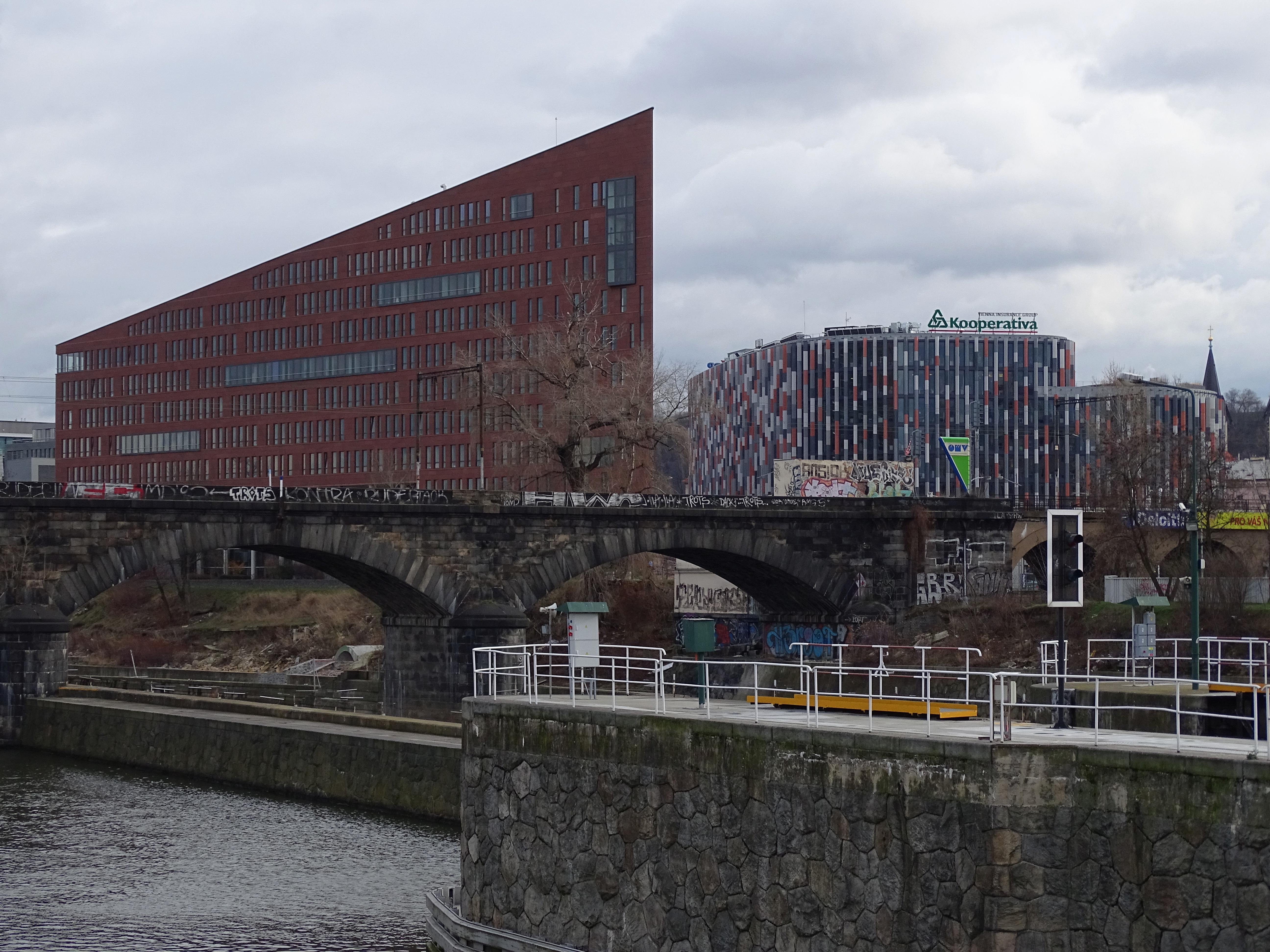
Danube House a Main Point Karlin
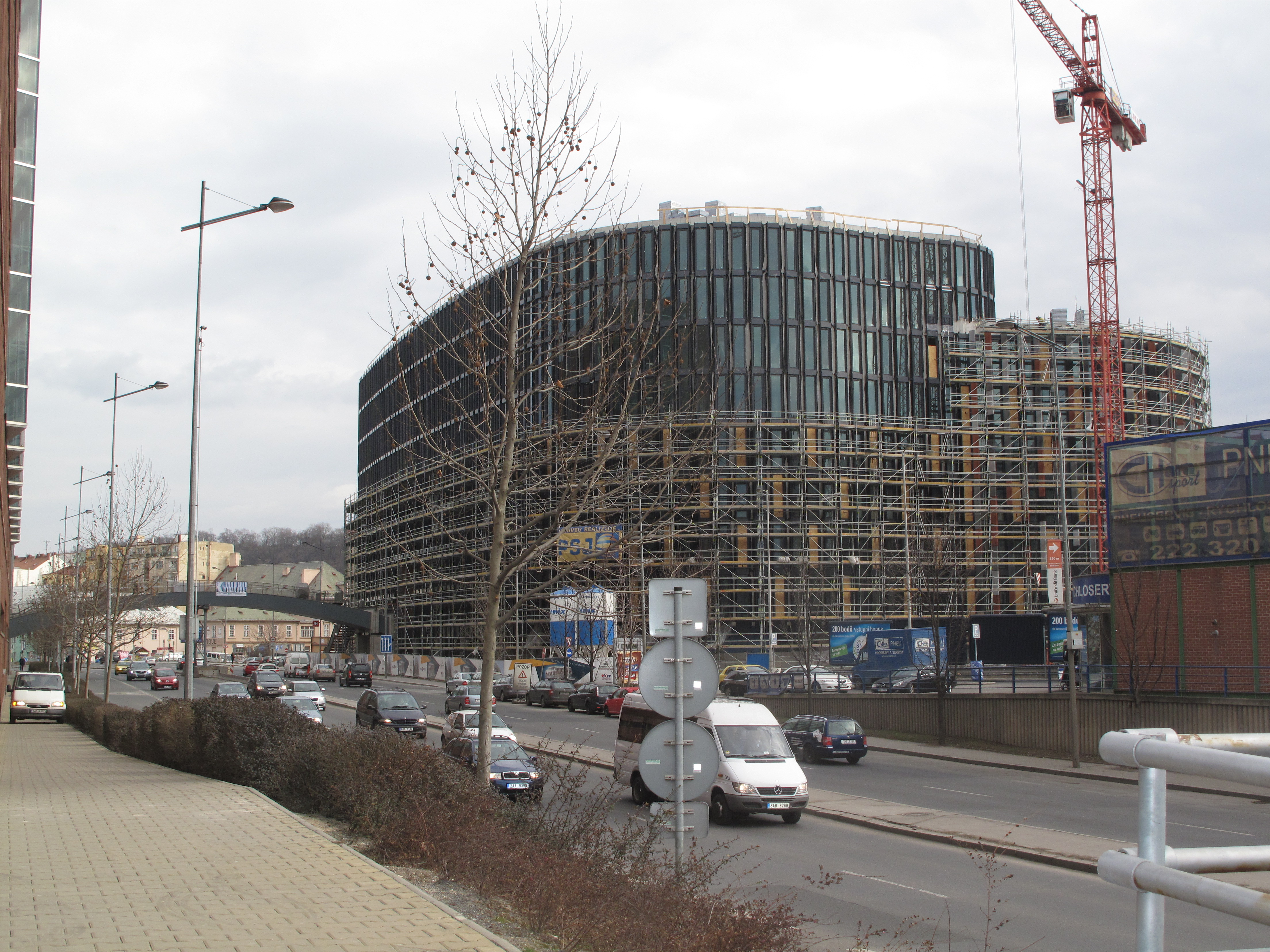
Main Point Karlin před dostavbou v roce 2011
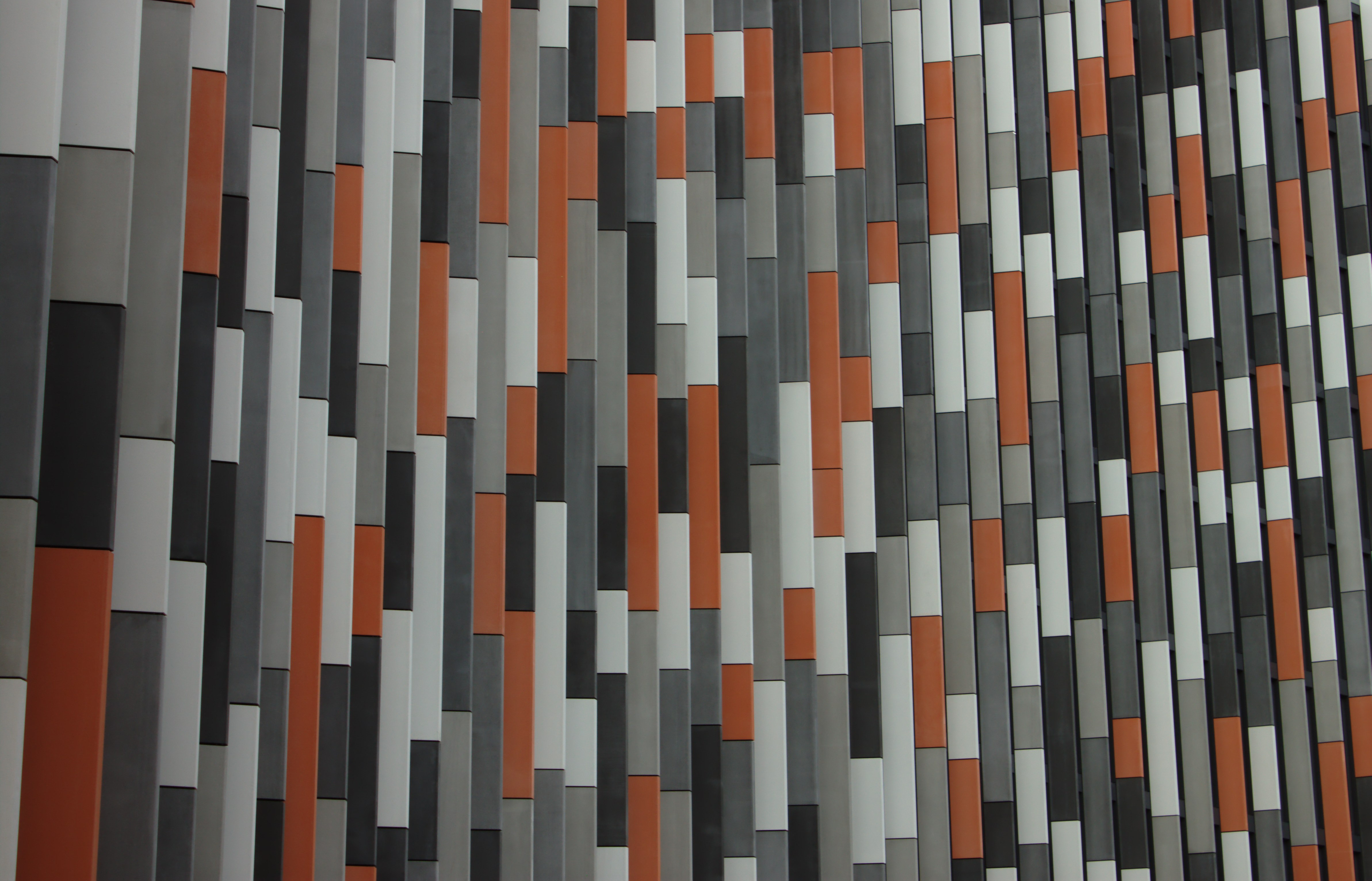
Textura fasádních pilířů
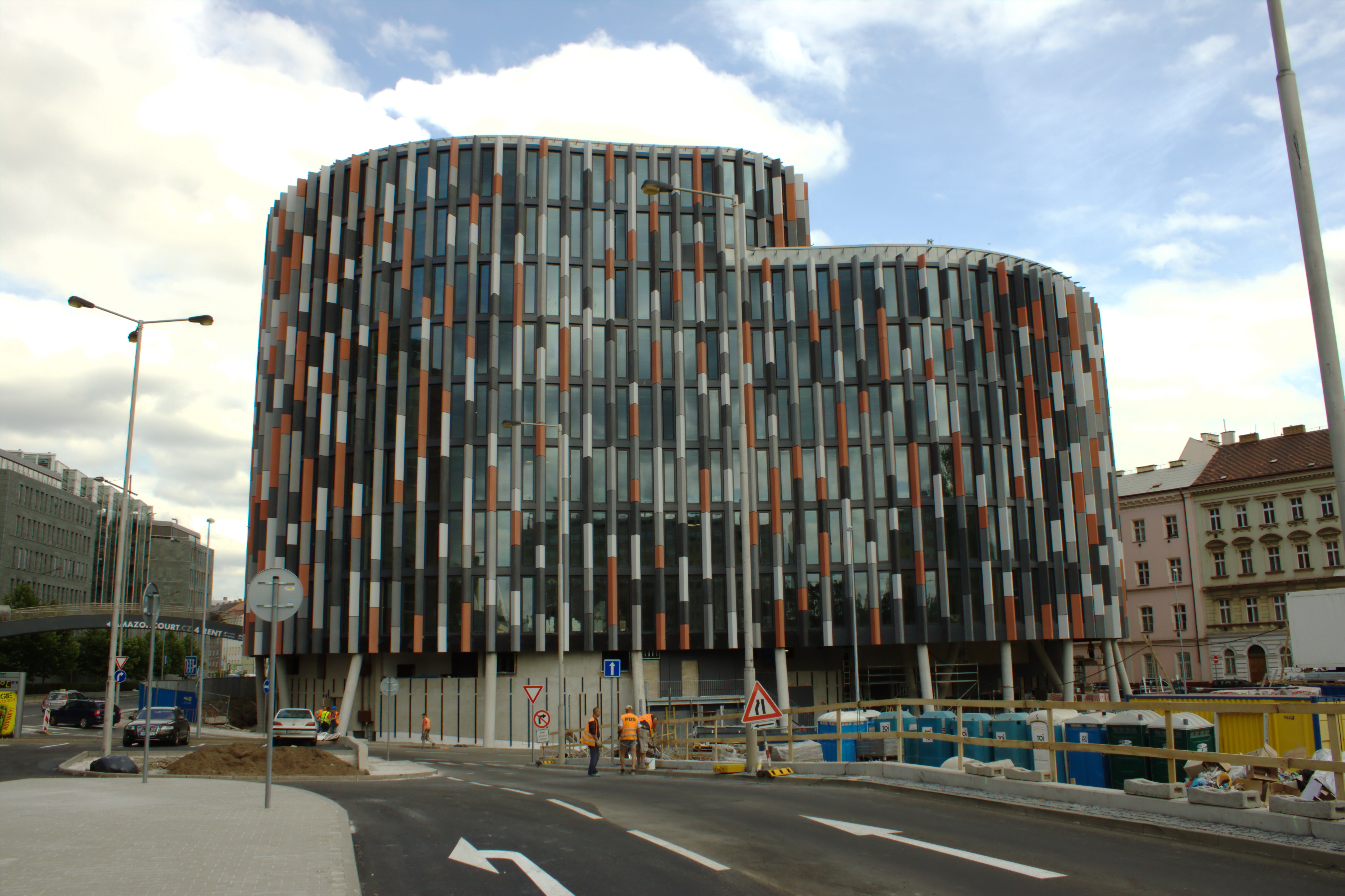
Pohled ze západu, 2011